# Prasat (huyện)
Prasat (tiếng Thái: ปราสาท) là một huyện (amphoe) ở phía nam của tỉnh Surin, đông bắc Thái Lan.

## Địa lý
Các huyện giáp ranh (từ phía bắc theo chiều kim đồng hồ) là: Mueang Surin, Lamduan, Sangkha, Kap Choeng và Phanom Dong Rak của tỉnh Surin, Ban Kruat, Prakhon Chai, Phlapphla Chai và Krasang của tỉnh Buriram.

## Lịch sử
Khu vực huyện ngày nay ban đầu thuộc của Mueang Surin. Đơn vị này đã được tách ra để lập huyện riêng ngày 4 tháng 3 năm 1938, bao gồm 7 tambon Kang Aen, Bakdai, Ta Bao, Prue, Thung Mon, Phlai và Thamo.

## Hành chính
Huyện này được chia thành 18 phó huyện (tambon), các đơn vị này lại được chia ra thành 247 làng (muban). Có hai thị trấn (thesaban tambon) - Kang Aen nằm trên một phần của tambon Kang Aen, và Nikhon Prasat nằm trên một phần của tambon Prue. Có 18 Tổ chức hành chính tambon.
| STT. | Tên            | Tên Thái   | Số làng | Dân số |  |
| ---- | -------------- | ---------- | ------- | ------ |  |
| 1.   | Kang Aen       | กังแอน      | 18      | 15.812 |  |
| 2.   | Thamo          | ทมอ        | 13      | 6.960  |  |
| 3.   | Phlai          | ไพล        | 16      | 6.122  |  |
| 4.   | Prue           | ปรือ        | 19      | 11.382 |  |
| 5.   | Thung Mon      | ทุ่งมน       | 15      | 6.923  |  |
| 6.   | Ta Bao         | ตาเบา      | 19      | 9.167  |  |
| 7.   | Nong Yai       | หนองใหญ่    | 16      | 11.631 |  |
| 8.   | Khok Yang      | โคกยาง     | 18      | 14.558 |  |
| 9.   | Khok Sa-at     | โคกสะอาด   | 19      | 11.317 |  |
| 10.  | Ban Sai        | บ้านไทร     | 9       | 6.616  |  |
| 11.  | Chok Na Sam    | โชคนาสาม   | 14      | 11.331 |  |
| 12.  | Chuea Phloeng  | เชื้อเพลิง    | 12      | 7.701  |  |
| 13.  | Prasat Thanong | ปราสาททนง  | 11      | 5.228  |  |
| 14.  | Tani           | ตานี        | 9       | 7.110  |  |
| 15.  | Ban Phluang    | บ้านพลวง    | 14      | 7.514  |  |
| 16.  | Kantuatramuan  | กันตวจระมวล | 8       | 5.676  |  |
| 17.  | Samut          | สมุด        | 8       | 4.119  |  |
| 18.  | Prathat Bu     | ประทัดบุ     | 9       | 4.471  |  |